# أوراق تنظيف

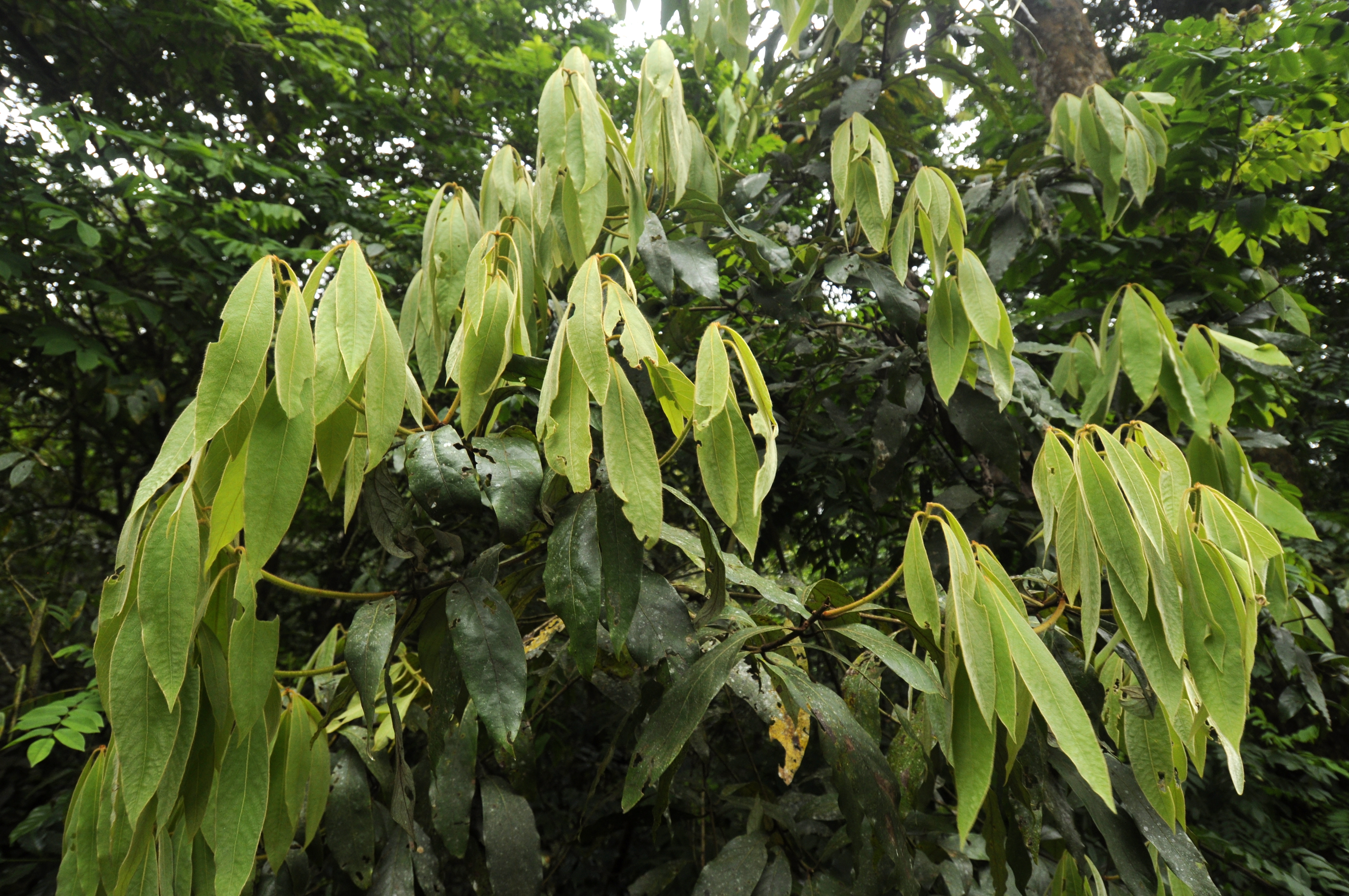
تدفق من أوراق أكتينودافين الشباب.

أوراق التنظيف هو إنتاج تدفق من أوراق جديدة تنتج عادة في وقت واحد على جميع فروع نبات عارية أو شجرة. ورقة التنظيف ينجح سقوط ورقة، وتأجلت بسبب فصل الشتاء في المنطقة المعتدلة أو بسبب جفاف شديد في المناطق المدارية ولكن سقوط ورقة وأوراق التنظيف في الغابات الاستوائية نفضي يمكن أن تتداخل، مع أوراق جديدة تنتج خلال نفس الفترة عندما يتم إلقاء الأوراق القديمة. يمكن أن تكون متزامنة ليف التنظيف بين الأشجار من نوع واحد أو حتى عبر الأنواع في منطقة.
تظهر الدراسات أن الحشرات الشعَبَة تلعب دوراً رئيسياً في صب أوراق دراسة الأحداث البولوجية في أشجار المناطق المدارية الموسمية.